# فرانسیسکو اوگارته (بازیکن فوتبال، زاده ۱۹۸۶)
فرانسیسکو اوگارته (انگلیسی: Francisco Ugarte؛ زادهٔ ۱۵ دسامبر ۱۹۸۶) بازیکن فوتبال اهل شیلی است.